# Ópera metróállomás
Ópera metróállomás Spanyolország fővárosában, Madridban a madridi metró 2-es és 5-ös vonalán.

## Metróvonalak
Az állomást az alábbi metróvonalak érintik:
- 2-es metróvonal
- 5-ös metróvonal
- Ramal

## Kapcsolódó állomások
A metróállomáshoz az alábbi állomások vannak a legközelebb:
- Sol (Las Rosas, 2-es metróvonal)
- Callao (Alameda de Osuna, 5-ös metróvonal)
- Príncipe Pío (Príncipe Pío, Ramal)
- Santo Domingo (Cuatro Caminos, 2-es metróvonal)
- La Latina (Casa de Campo, 5-ös metróvonal)